# Fashion Awards Hungary
A Fashion Awards Hungary célja, elismerje a hazai divatszakmában dolgozó legtehetségesebb emberek munkáját és hagyományt teremtsen Magyarországon az Európában már rangos díjnak. A díjátadó hosszú távú célja az, hogy a nyertesek Magyarországon és külföldön is nagyobb ismeretségre tegyenek szert a szakmában és a nagyközönség előtt is.   Az első díjátadót 2004-ben rendezték meg, ami a hazai divatszakmában hiánypótló eseményt jelentetett. A rendezvény később a hazai divatszakma legrangosabb eseményévé vált.

## A díj
A Divatgálán a hazai divat-, szépség és stílus világ kiváló szakemberei és alkotói jelennek meg, a díjkiosztó gálaesten a díjat, és az azzal együtt járó szobrot veszi át a nyertes.

## A nyertes kiválasztása
A divatélet vezető szakembereinek szavazólapot küldenek. A díjat az a jelölt kapja, akit a szavazólapokon a legtöbb alkalommal jelöltek, tehát akit az elmúlt évben az adott területen a legjobbnak találtak.  

## Rendezők
- Szinte Loránd (ötletgazda) [5]
- Pordán Tamással
- Jagicza Réka
- Sándor Lea

## I. Fashion Awards Hungary
2004. április 7-én rendezték meg a New Orleans Music Club&Restaurant helyszínén. A rendezvény fővédnöke: Zoób Kati divattervező volt.

### Nyertesek
- Az év modellje: Ebergényi Réka
- Az év Fiatal Divattervezője: USE (Füzes Eszter, Godena-Juhász Attila, Tóth András)
- Az év Divatfodrásza: Tüzes Tamás (Snoopy)
- Az év Divatsminkese: Titkos Bernadett
- Az év Stylistja: Lakatos Márk
- Az év Divatfotósa: Pitrolffy Zoltán
- Az év Divattervezője: Anda Emília

## II. Fashion Awards Hungary
2005. május 4-én rendezték meg. A helyszín az Uránia Nemzeti Filmszínház volt, a rendezvény fővédnöke Hajas László, mesterfodrász.

### Nyertesek
- Az év modellje: Varga Ágota
- Az év Fiatal Divattervezője: USE (Füzes Eszter, Godena-Juhász Attila, Tóth András)
- Az év Divatfodrásza: Szabó Ádám
- Az év Divatsminkese: Tombor Sarolta
- Az év Stylistja: Virág Anikó-Tóth Ali
- Az év Divatfotósa: Perlaki Márton
- Az év Divattervezője: Zoób Katti

## III. Fashion Awards Hungary
2006. május 10-én az Uránia Nemzeti Filmszínházban rendezték meg, a fővédnök Baricz Katalin fotóművész volt.

### Nyertesek
- Az év modellje: Epres Panni
- Az év Fiatal Divattervezője: Nanushka (Sándor Szandra)
- Az év Divatfodrásza: Koczka Beatrix
- Az év Divatsminkese: Gera Anna
- Az év Stylistja: Virág Anikó-Tóth Ali
- Az év Divatfotósa: Perlaki Márton
- Az év Divattervezője: Konsánszky Dóra

## IV. Fashion Awards Hungary
2007.05. 09-én került megrendezésre az Uránia Nemzeti Filmszínházban. A fővédnök: F.Dózsa Katalin művészettörténész volt.

### Nyertesek
- Az év modellje: Gőcze Michaela (ten models)
- Az év Fiatal Divattervezője: Je siuise Belle (Kiss Tibor , Dévényi Dalma)
- Az év Divatfodrásza: Hairclub (Tüzes Tamás, Gepárd)
- Az év Divatsminkese: Titkos Bernadett
- Az év Stylistja: Virág Anikó-Tóth Ali (theroom)
- Az év Divatfotósa: Tombor Zoltán
- Az év Divattervezője: USE (Tóth András, Füzes Eszter, Godena Attila)

## V. IL-MAKIAGE Fashion Awards Hungary
2008. május 28-án került megrendezésre, a helyszín a SYMBOL BUDAPEST volt. A rendezvény fővédnöke: Kiss Szilárd stylist.

### Nyertesek
- Az év modellje: Fórizs Adina-IconModelManagement
- Az év Fiatal Divattervezője: Anh Tuan
- Az év Divatfodrásza: Szabó Ádám-East Side Hair
- Az év Divatsminkese: Tombor Sarolta
- Az év Stylistja: Virág Anikó-Tóth Ali
- Az év Divatfotósa: Almási J. Csaba
- Az év Divattervezője: Konsánszky Dóra

## VI. Fashion Awards Hungary
Időpont: 2009. 05. 27-én került megrendezésre. Helyszín: Symbol Budapest. A Gála Fővédnöke: Simonovics Ildikó művészettörténész.

### Nyertesek
- Az év modellje: Mihalik Enikő – Visage Management
- Az év Fiatal Divattervezője: Szegedi Kata
- Az év Divatfodrásza: Szabó Ádám-East Side Hair
- Az év Divatsminkese: Véger Ibolya-FIBI
- Az év Stylistja: Andó Ildikó, ELLE
- Az év Divatfotósa: Dobos Tamás
- Az év Divattervezője: USE unused

## VII. Fashion Awards Hungary
2010. 05. 26-án a Symbol Budapest helyszínén került megrendezésre. Fővédnök: Sipos Zita, mestersminkes.

### Nyertesek
- Az év modellje: Mihalik Enikő
- Az év Fiatal Divattervezője: ANNAEVA
- Az év Divatfodrásza: Koczka (Outsider Hair)
- Az év Divatsminkese: Kiss Csilla
- Az év Stylistja: Andó Ildikó (ELLE Magazin)
- Az év Divatfotósa: Viszlay Márk
- Az év Divattervezője: Abodi Dóra

## VIII. Fashion Awards Hungary
2011. 05. 26-án került megrendezésre a helyszín a Symbol Budapest volt. Fővédnök: Ballasa Gábor.

### Nyertesek
- Az év modellje: Palvin Barbara
- Az év férfi Modellje: Szabó Csaba
- Az év Fiatal Divattervezője: Benus Dani
- Az év Divatfodrásza: Hortobágyi Kászon
- Az év Divatsminkese: Kovalik Natasa
- Az év Stylistja: Lakatos Márk
- Az év Divatfotósa: Zsólyomi Norbert
- Az év Divattervezője: Mojzes Dóra

## IX. Fashion Awards Hungary
2012. 05. 23-án a MIX CLUBban rendezték meg. Fővédnök: Anry Soós Éva / Joy magazin.

### Nyertesek
- Az év modellje: Palvin Barbara
- Az év Divatfodrásza: Hortobágyi Kászon
- Az év Divatsminkese: Véger Ibolya
- Az év Stylistja: Igor Deseatnikov
- Az év Divatfotósa: Balla Vivienne
- Az év Divattervezője: Mojzes Dóra

## X. Fashion Awards Hungary
2014. Május 22-én rendezték meg. Helyszín: KIOSK. A Gála Fővédnöke: Almási J Csaba.

### Nyertesek
- Az év modellje: Axente Vanessa
- Az év férfi Modellje: Patinszki MISA
- Az év Fiatal Divattervezője: THE FOUR
- Az év Divatfodrásza: Barsi Balázs
- Az év Divatsminkese: Fazekas Richárd
- Az év Stylistja: Kiss Szilárd
- Az év Divatfotósa: Éder Krisztián
- Az év Divattervezője: Anda Emília
- Az év Divatbloggere: Parádi Gabi – PUMPKIN PARADISE
- Különdíj – A Magyar Divatért Díj: Király Tamás

## XI. Fashion Awards Hungary
2016. május 25-én rendezték meg. A helyszín: PRLMNT. A Gála Fővédnöke Konsánszky Dóra divattervező kétszeres Fashion Awards Győztes volt.

### Nyertesek
- Az év női modellje: Menyhért Alíz
- Az év férfi modellje: Zahorán Bertold
- Az év divatfotósa: Kozma Norbert
- Az és stylistja: Pintér Judit
- Az év divatfotósa: Zsólyomi Norbert
- Az év divattervezője: Abodi Dóra
- Az év divatbloggere: Csalár Bence
- Az év divatsminkese: Tégely Laura

## XII. Fashion Awards Hungary
2022. május 19-én rendezik meg. A helyszín: Akvárium Klub. A Divatgála Fővédnőke: Tomán Szabina.

### Nyertesek
- Az Év Modellje: Rea Milla
- Az Év Divatfodrásza: Pásztor László
- Az Év Stylistja: Kiss Márk
- Az Év Női Divattervezője: Szegedi Kata
- Az Év Divateseménye: Budapest Central European Fashion Week, Random Shooting Day (megosztva)
- Az Év Divatbloggere: Csalár Bence
- Az Év fiatal tervezője: Demeter Richárd
- Az Év Divatsminkese: Magyar Eszter
- Az Év Divatfotósa: Ajkai Dávid
- Az Év Kiegészítő tervezője: Kerényi Virág
- Az Év Férfi divattervezője: Zsigmond Dóra
- Az Év Felfedezettje: NANA
- Magyar Divatért díj - életműdíj: Sipos Zita, Hajas László, Náray Tamás (megosztva) [17]

## XIII. Fashion Awards Hungary
2024. május 23-án rendezték meg. A helyszín: Akvárium Klub. A Divatgála Fővédnöke: Pataki Ági

### Nyertesek
- Az Év Modellje: Palvin Barbara
- Az Év Férfi Modellje: DAN (Wam Models)
- Az Év Divatfodrásza: Pásztor László
- Az Év Stylistja: Kiss Márk
- Az Év Női Divattervezője: Demeter Rich
- Az Év felfdezettje: Láng Szonja
- Az Év Divatsminkese: Titkos Bernadett
- Az Év Divatfotósa: Martin Wanda
- Az Év Kiegészítő tervezője: Kerényi Virág
- Az Év Férfi divattervezője: Lakatos Sándor
- Az Év Innovatív díja: UMIX3D
- Magyar Divatért díj - életműdíj: Anda Emília